# 射紋龜
射紋龜（學名：Astrochelys radiata，英文名稱﹕Radiated tortoise）又名輻射龜或辐射陆龟，屬於陸龜科，瀕臨絕種的爬蟲類之一。原是馬達加斯加南部的特有種生物，後來被引入到留尼汪和模里西斯。射紋龜之所以瀕臨絕種，主要原因來自於棲息地的破壞和人類的偷獵。
一隻名叫Tu'i Malila的射紋龜是有記載中最長壽的龜之一，牠出生於1777年前後，死於1965年5月19日，壽命最少有188歲。

## 特徵
成體龜背甲可高達16英寸（41厘米），體重可達35磅（16公斤）。輻射龜被認為是世界上最美麗的陸龜之一。
此龜本身的形狀是呈方形，它有高、方的甲殼，腳和頭是綠色的，部分龜頭頂上會出現黃色斑塊。
輻射龜的背甲擁有紅色的輻射線從每一個板塊的旁邊發出，這種圖案的模式是簡陋和吵雜，因此得出現時的名字。輻射龜的體積比印度星龜小，盾甲是粗糙的，而較多出現隆背的情況，不會像印度星龜般出現金字塔的形狀。而兩性亦會有輕微的差別，雄性輻射龜通常有較長的尾巴，尾部下方的腹甲缺口會更為明顯。

## 分佈
輻射陸龜分佈在馬達加斯加島的南部及西南部，牠們也被引進到附近的留尼汪島。

## 習性
草食動物，喜歡吃水果和多汁植物，尤其是仙人掌。牠們亦喜歡乾旱地區的刺森林和馬達加斯加南部的林地。

### 繁殖
雄性達到身長約12英寸（31厘米）後可進行第一次交配，交配時，雄性開始上下擺動他的頭，聞一聞雌性的後腿和尾部排泄孔。在某些情況下，雄性可以提高雌性，將她搬走。
雄在進行交配的過程中，噝噝聲的叫聲是在交配時十分常見。但這是一個非常危險的過程，也曾有過記錄發生過雌性的殼破裂、刺穿了陰道和肛門的情況。雌性在交配後可產下3至12隻蛋，並會預先挖深6到8英寸（15到20厘米），然後離開。
射紋龜的孵化需時很長，通常要5至8個月。而幼龜剛孵化時會有1.25至1.6英寸（3.2至4厘米）。與成龜不同的是未成年的龜會呈白色至灰白色。少年孵化後不久，甲殼便會台升至球狀。

## 保育現況
射紋龜被瀕危野生動植物種國際貿易公約列於附錄一，則禁止捕捉任何野生的龜隻，亦禁止其非法買賣。而射紋龜的原生地馬達加斯加亦有人工繁殖的保育工作正在進行，以提升此龜種的數量。